# Gamage Point
Der Gamage Point ist eine Landspitze an der Südwestküste der Anvers-Insel im Palmer-Archipel vor der Westküste der Antarktischen Halbinsel. Sie markiert die Nordseite der Einfahrt zum Hero Inlet. Die Landspitze ist Standort der US-amerikanischen Palmer-Station.
Das Advisory Committee on Antarctic Names benannte sie 1974 in Anlehnung an die Benennung des Hero Inlet. Namensgeber ist die Werft Harvey F. Gamage in South Bristol, Maine, in der 1968 das Forschungsschiff RV Hero vom Stapel lief.